# Manolo González (humorista)
Manuel Carrasco González (Mulchén, 3 de noviembre de 1918-Santiago, 11 de abril de 1981), más conocido como Manolo González, fue un humorista y actor cómico chileno, desde los años 40 hasta su fallecimiento. Casado con Fresia López Meléndez, tuvo una hija, Ximena.

## Biografía
Hijo de un agricultor de Mulchén, hizo sus estudios en el Liceo de Los Ángeles. Ingresó como cadete a la Escuela Militar y permaneció durante cuatro años. En 1937, invitó a un grupo de amigos al Patio Andaluz, conocido local nocturno, y allí, vistiendo uniforme militar, improvisó unas payas en respuesta a un conocido artista (el Gaucho Picardía) que aludió a su condición de militar. Fue su primera actuación completamente improvisada. Por estar vistiendo uniforme fue expulsado de la Escuela.
Tras el fin de su carrera militar entró a trabajar a la Caja de Ahorros de Los Ángeles y luego a la misma institución de Magallanes. Abandonó su empleo administrativo y recorrió el país desempeñando varios oficios. Su padre le consiguió un puesto como oficial en la Caja de Empleados Particulares. Llevaba un año en ese cargo cuando se presentó en un concurso en Radio Bulnes, organizado por José Bohr, quien buscaba un humorista para su película Flor del Carmen. Estrenada en 1944, el éxito de su personaje le permitió ser contratado para interpretarlo en El Sótano de la Quintrala, con mucho éxito. Renunció a su puesto en la Caja e inició su carrera artística.
Con su personaje Cipriano Ormeño trabajó en Radio Minería, mientras animaba y hacía humor en la Quinta de recreo El Rosedal y algunas boites. En 1949, ganaba 40 mil pesos, una fortuna que solo había logrado en Chile el conocido humorista Monicaco. Actuó en los mejores locales nocturnos, como la "Confitería y Boite Goyescas".
Trabajó en varias películas más en roles secundarios, como "Música en tu corazón" (1946), de Miguel Franck, "La Hechizada" (1950), de Alejo Álvarez, y "Sonrisas de Chile" (1970), de José Bohr. Fue protagonista en tres largometrajes que hacían sátira de la sociedad y la política chilena: "Un chileno en España" (1962), de José Bohr; "El burócrata González" (1964), de Tito Davison (adaptada y transformada en El ministro y yo, de 1975, con la interpretación de Cantinflas) y "Más allá de Pipilco" (1965), de Tito Davison.
En los años 50 y 60 el humor que desarrollaba en sus actuaciones hacía directas referencias políticas, característica que lo harían conocido, influyendo en artistas posteriores, como Palta Meléndez. El presidente Jorge Alessandri Rodríguez, a quien imitaba con frecuencia, le regaló su bufanda como premio por su actuación. Aunque gran parte de sus actuaciones eran en locales nocturnos, también tuvo algunas apariciones en televisión, como en el programa La silla eléctrica, producido por Protab y emitido por Canal 13, Tribunal de la risa y Esta noche fiesta, también de Canal 13.
Estuvo presente como humorista en varias ocasiones en el Festival de Viña del Mar. Sin embargo, sería recordado por su participación en 1978, en su XIX versión, en plena dictadura militar encabezada por Augusto Pinochet. Su cercanía con la derecha y su pasado militar daban confianza a las autoridades. La sorpresa surgió por su rutina, con varias alusiones a la Junta Militar, y en particular una imitación de Pinochet, sin mencionarlo, que se hizo conocida por su frase: "¡Heee llegado hasta Taltaaaal!"
Falleció en Santiago el 11 de abril de 1981.